# Plotius Crispinus
Plotius Crispinus (i. e. 1. század) római költő, filozófus.
A sztoikus filozófia követője volt, a horatiusi scholionok említik. Horatius a szatíráiban többször is kigúnyolta, és említi egyik szatírájában, hogy Crispinus egy verses munkát készített, amelyben a sztoikus filozófia tanait foglalta össze. A műnek töredékei sem maradtak fenn.[forrás?]